# Свобода (Хустский район)
Свобода (укр. Свобода) — село в Синевирской сельской общине Хустского района Закарпатской области Украины.
Почтовый индекс — 90040. Телефонный код — 3146. Код КОАТУУ — 2122487204.

## История
Упоминается в 1864 году как Шлобода. Другие упоминания: 1898 — Слобода, 1902 — Слобода, 1925 — Свобода, 1944 — Свобода, 1983 — Свобода. 

## Население
По данным переписи населения УССР 1989 года население села составляло 267 человек, из которых 136 мужчин и 131 женщина. По данным переписи 2001 года население составляло 239 человек. 100% населения указали украинский язык как родной.